# Leoncio Guerrero

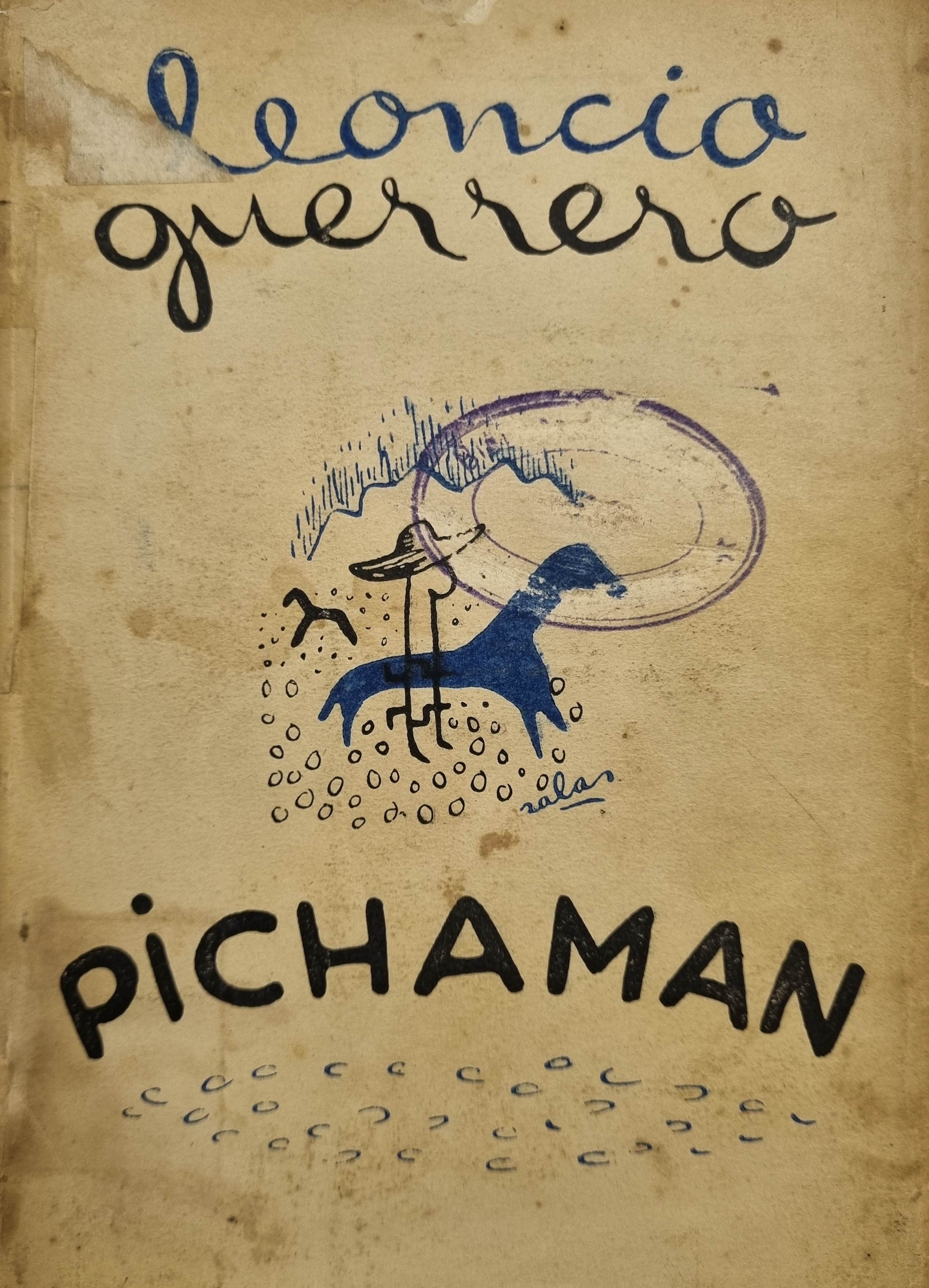
Portada del libro de cuentos Pichaman, publicado en Santiago el año 1940.

Leoncio Guerrero Medel (Pichaman, Constitución, 27 de diciembre de 1910 – 4 de agosto de 1977), fue un escritor, pedagogo e intelectual chileno, cuya obra literaria se inscribe en la corriente criollista.

## Reseña biográfica
Se formó como docente en el antiguo Instituto Pedagógico de la Universidad de Chile, lugar donde recibió influencia del reconocido maestro criollista Mariano Latorre.
La obra de Guerrero se divide en trabajos de tipo literario y otros de análisis académico. Probablemente su texto más conocido es la novela “Faluchos”, publicada por la editorial Zig-Zag en 1946 y cuyo título hace alusión a una antigua y singular forma de embarcación a vela (Falucho) que se construyó y navegó frecuentemente por el río Maule y la zona costera de Constitución entre los siglos XIX y XX. “Faluchos” probablemente es la mejor representación literaria de la navegación fluvial, marítima y de sus personajes característicos para esta parte de Chile, recibió elogios de la crítica y se reeditó el año 1973. Por otro lado, gran parte de los artículos académicos de Guerrero fueron publicados en la revista “Atenea”, de la Universidad de Concepción.

## Principales obras (En orden cronológico)
- Pichaman, (cuentos). Santiago: Ediciones Yunque, 1940.
- Audiencias, (cuento). En: Revista Atenea, Vol. 19, n.º 204 (1942), p. 384-410.
- Faluchos, (novela). Santiago: Editorial Zig-Zag, 1946.
- Las dos caras de Guenechen, (cuentos). Santiago: Ediciones Flor Nacional, 1949.
- El Maule y Mariano Latorre, (artículo de estudio). En: Revista Atenea, Vol. 33, n.º 370 (1956), p. 60-70.
- La Caleta, (novela). Santiago: Editorial Zig-Zag, 1957.
- Le coq fou, (El gallo loco, cuento). En: Juan Liscano (Ed.) Les vingt meilleures nouvelles de L´Amérique Latine, (Las veinte mejores historias de América Latina). París: Editorial Seghers, 1958.
- Alberto Blest Gana y su época, (artículo de estudio). En: Revista Atenea, n.º 396, (1962), p. 103-114.
- La literatura de Pérez de Ayala, (artículo de estudio). En: Revista Atenea, n.º 397, (1962), p. 118-128.
- La novelística autobiográfica de Carlos Acuña, (artículo de estudio). En: Atenea, n.º 401, (1963), p. 147-157.
- La novela reciente en Chile, (artículo de estudio). En: Journal of Inter-American Studies. Vol. 5, n.º 3, (julio 1963), p. 379-395.
- Coloane, el hombre y el paisaje, (artículo de estudio). En: Atenea, n.º 406, (1964), p. 217-231.
- Las Toninas, (novela). Santiago: Editorial Neupert, 1964. 199 páginas.
- Más allá de las brumas, (novela). Buenos Aires: Ediciones Juan Goyanarte, 1973. 299 páginas.
- Faluchos, (novela). Santiago: Pineda Libros, 1973. (Reedición del original de 1946).